# Provincia del Norte (Zambia)
La provincia del Norte es una de las diez provincias de Zambia, esta tiene aproximadamente un quinto del área del país. La capital provincial es Kasama. La provincia está subdividida en 12 distritos de los cuales solo 2 posee estatus de concejos municipales que son Kasama y Mbala.
La provincia de Zambia del Norte mide 147.826 km² siendo la más extensa de las 10 provincias; limita con las provincias de Central, Oriental y Lualupa; con la República Democrática del Congo al norte, Tanzania al noreste y Malaui al oriente. La población de la provincia en 2010 era de 1 105 824 habitantes.

## Puntos de interés
Entre los puntos de interés en la provincia del Zambia del Norte están:

### Lagos
- Lago Tanganica
- Lago Bangwelu y sus áreas pantanosas
- Lago Mweru-wa-Ntipa

También cuenta con numerosas cataratas como:

### Cataratas
- Catarata de Lumangwe
- Catarata de Kabweleume
- Catarata de Chishimba
- Catarata de Kalambo

## Distritos
Los 12 distritos son:
- Chilubi
- Chinsali
- Isoka
- Kaputa
- Kasama
- Luwingu
- Mbala
- Mporokoso
- Mpika
- Mpulungu
- Mungwi
- Nakonde